# François Protheau
François Protheau, né le 30 juillet 1823 à  Fontaines (Saône-et-Loire) et mort dans la même ville le 9 septembre 1865, est un peintre et sculpteur français.

## Biographie
François Protheau naît le 30 juillet 1823 à Fontaines, en Saône-et-Loire.
Élève du sculpteur Jean-Marie Bonnassieux, François Protheau débute au Salon de Paris en 1853 avec un plâtre représentant une Moissonneuse, et exposera régulièrement jusqu'à sa mort. Il obtient une mention honorable en 1855 et une médaille en 1864. Il expose également plusieurs peintures au Salon de 1865 : Une nymphe et l'Amour, et une Baigneuse.
Au Salon de 1855, il présente un plâtre illustrant Andromaque pleurant la mort de son fils (1855, Chalon-sur-Saône, musée Denon) qui sera également présenté à l'Exposition universelle de la même année. Au Salon de 1857, il envoie une Vierge en marbre, qui sera déposée à l'asile Mathilde de Neuilly-sur-Seine. Il réalise par la suite plusieurs marbres aux sujets aimables : Nourrice indienne (1857), L'Automne et Oracle des champs (1859). Le marbre de sa Fleur de jeunesse présenté au Salon de 1861 est acquis par l'impératrice Eugénie et placé dans son cabinet de travail. 
Son œuvre la plus célèbre, Hébé (château de Fontainebleau) est commandée pour l'empereur en 1862 et est présentée au Salon de 1865. Elle a figuré à l'Exposition centennale de l'art français en 1900. Il sculpte en 1865 une effigie de Bacchus pour orner les jardins du château de Saint-Cloud. Sa dernière œuvre, L'Innocence et l'Amour (musée de Saint-Malo, œuvre détruite), est commandée pour la maison de l'empereur, et le plâtre est exposé au Salon de 1864. Après la mort de l'artiste en 1865, le marbre est achevé par le sculpteur Eugène Guillaume et est présenté à titre posthume au Salon de 1867.
François Protheau meurt dans son village natal le 9 septembre 1865, à 11 heures du matin. Son frère Charles sculptera la croix qui orne sa tombe et que l'on peut voir dans le cimetière du village, et écrira la touchante épitaphe inscrite dans la pierre : « Ici repose François Protheau, sculpteur-statuaire à Paris, né à Fontaines le 30 juillet 1823, décédé le 9 septembre 1865 à l’âge de 42 ans. Frère bien-aimé, ta vie n’a été qu’un long travail pour devenir un artiste distingué. Arrivé, tu ne devais pas jouir longtemps de ta gloire. Tu t’es endormi en sommeil éternel, en laissant un vif regret à tes parents, et tes nombreux amis. »

## Hommages
Une rue de Chalon-sur-Saône porte le nom de cet artiste.

Œuvres de François Protheau
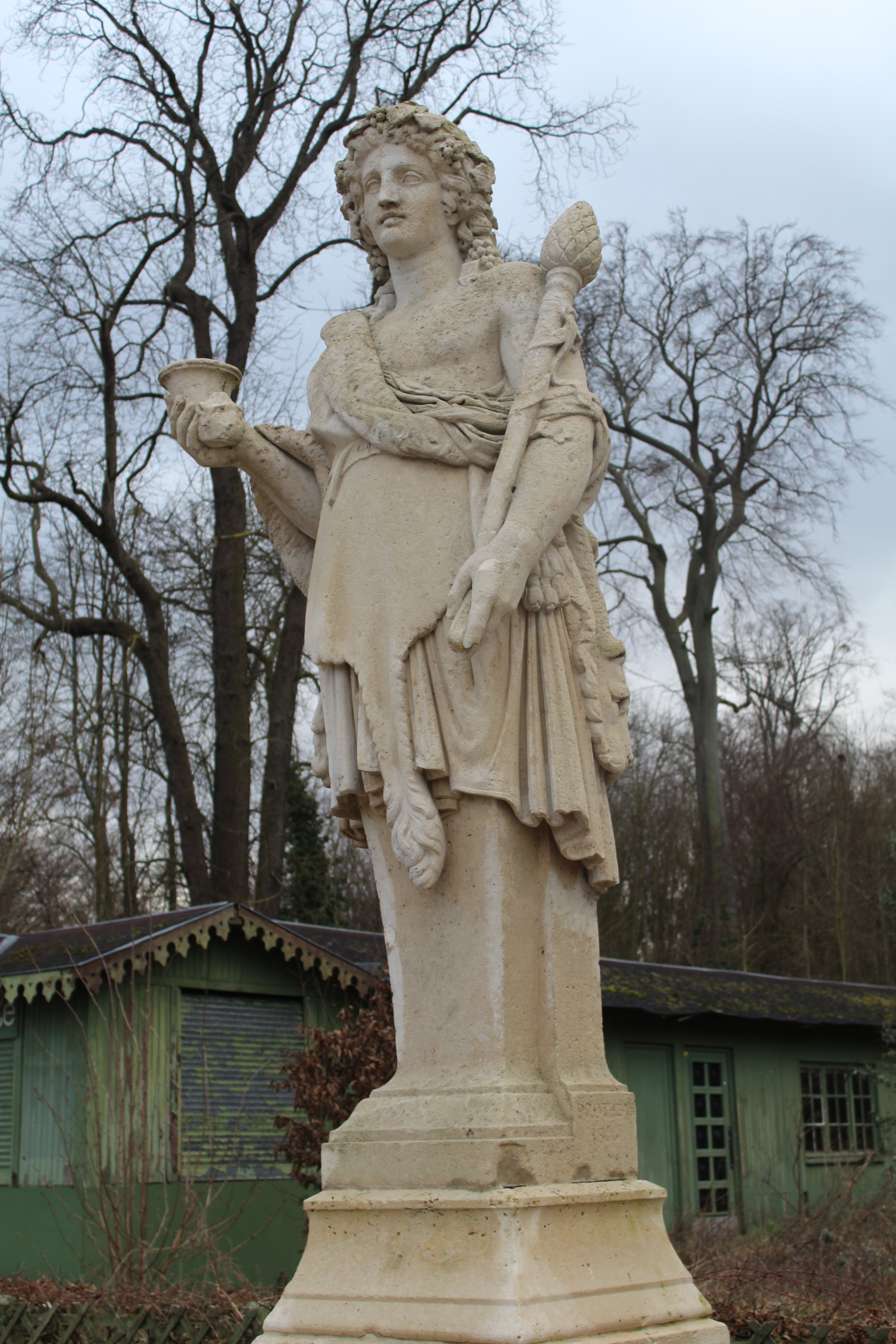
Bacchus (1865), parc de Saint-Cloud.
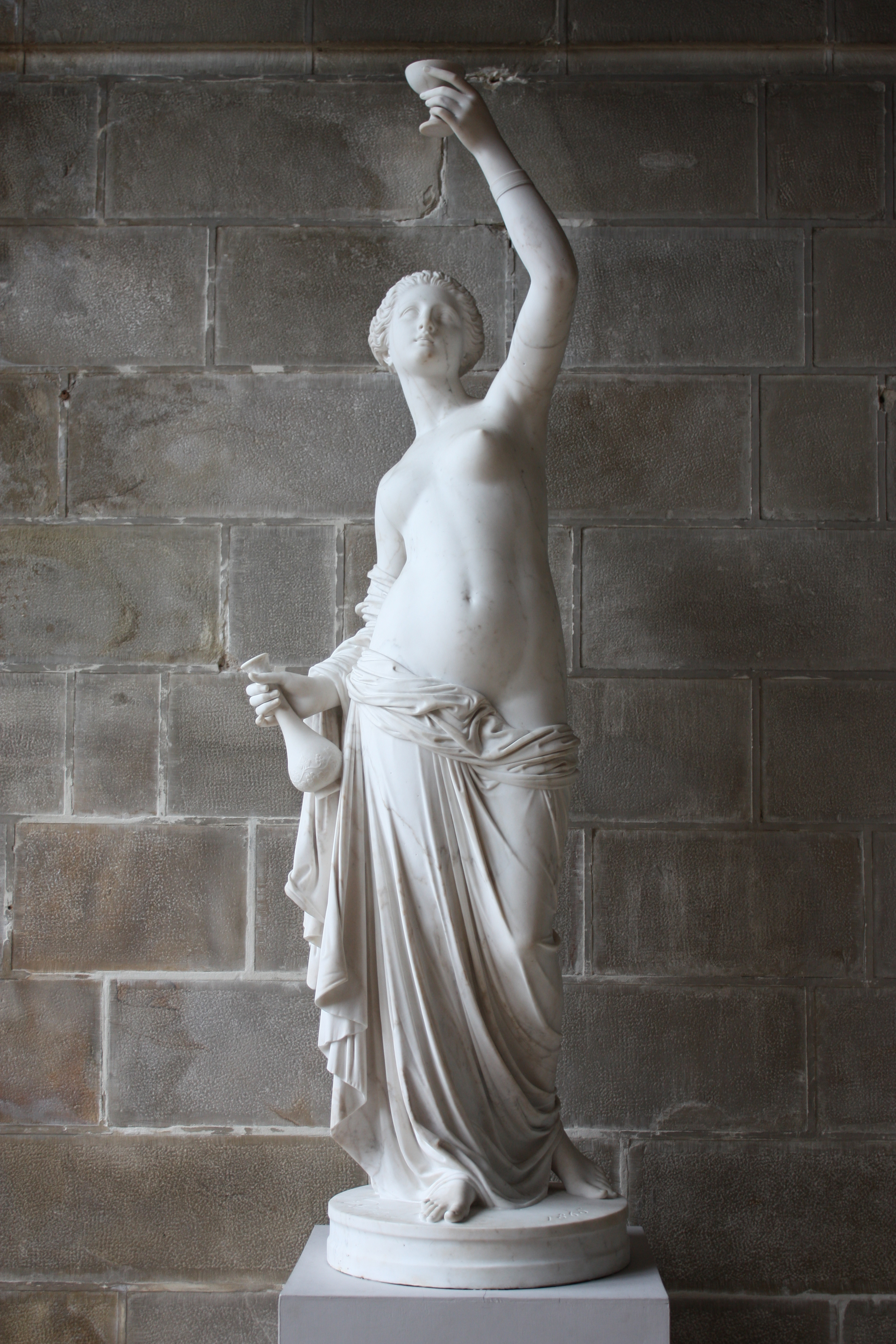
Hébé (1865), marbre, Fontainebleau, musée national du château.

## Œuvres

### Œuvres sculptées
- Allégories :
  - Le Printemps (1857 et 1863) ;
  - L'Automne (1859) ;
  - La Récolte (1859) ;
  - Fleur de Jeunesse (1861) ;
  - L'Harmonie (1861) ;
  - Une idylle (après 1863) ;
  - L'Innocence nourrissant l'Amour (dit L'Innocence et l'Amour) (1864 et 1867).
- Maternité / Féminité :
  - Nourrice indienne (1857 et 1861) ;
  - Jeune femme à la tunique et à la guirlande de fleurs (1862).
- Portraits :
  - Bustes en terre cuite des parents Protheau (1851) ;
  - Jean-Baptiste Greuze (1864).
- Scènes de genre : 
  - Le Joueur de boule (1863).
- Mythologie :
  - Andromaque (1855) ;
  - Bacchus (1864) ;
  - Hébé (1865).
- Saints et Vierges :
  - Statues du retable ornant l’église du village de Fontaines (saint Hilaire, saint Just et saint Nicolas) (1852) ;
  - Vierge à l'enfant (1855).
- Sans iconographie :
  - Vierge (1857) ;
  - Moissonneuse (1853) ;
  - L'oracle des champs (1859).

### Peintures
- Paysages :
  - Paysage (avec les parents Protheau) (sans date).
- Portraits :
  - Scène de genre dans une cuisine bourguignonne (1865) ;
  - Portrait de la mère de l’artiste, Nicole Rougeot (1865) ;
  - Portrait ou autoportrait de François Protheau (sans date).
- Allégories :
  - Nymphe et Amour (1865).
- Féminité :
  - Baigneuse (1865).